# High fidelity (Hornby)
High fidelity is een boek van Nick Hornby uit 1995. Het werd in 2000 verfilmd onder dezelfde naam door Stephen Frears.
Het verhaal gaat over Rob Fleming, een cynische dertiger die eigenaar is van een platenzaak en met een liefdesrelatie die beëindigd is. Zowel de zaak als Flemings liefdesleven lopen niet al te goed en hij stelt zichzelf vragen als 'Kan je samenblijven met iemand die een incompatibele muziekcollectie heeft?'. 